# 费拉拉大学
費拉拉大學(義大利語：Università degli Studi di Ferrara)是位于意大利北部艾米利亚-罗马涅费拉拉市的一所大学。如今，費拉拉大學約有16,000名學生就讀，每年授予近400個學位，教職工600人，其中研究人員288人。

## 院系设置
- 建築學院
- 經濟學院
- 工程學部
- 人文學院
- 法学院
- 數學、物理和自然科學學院
- 醫學和外科學院
- 藥學院

截至2014年，共有12門博士課程，圍繞一個特殊的高級研究所——IUSS-Ferrara 1391組織。
一般來說在意大利，研究部門 與院係不一致。文學、歷史、哲學是相互獨立的。此外，生物學家、物理學家和地質學家在不同的機構工作。大学與市立醫院合作開展醫學研究，市立醫院提供部分建築用作教學醫院。